# Auf der Fährte des Adlers
Auf der Fährte des Adlers (Originaltitel: Sky Riders) ist ein US-amerikanischer Actionfilm aus dem Jahr 1976 mit James Coburn.

## Handlung
Ellen, die Ehefrau des Millionärs Jonas Bracken, und ihre zwei Kinder werden gewaltsam entführt, die Hausangestellten werden erschossen. Die Entführer nehmen mit einem Funkgerät Kontakt zu Bracken auf und verlangen ein hohes Lösegeld, die Polizei ist von vorneherein eingeschaltet. Bei der ersten Kontaktaufnahme per Funk versucht die Polizei, die Terroristen zu orten, die Spur führt sie zu einem Lieferwagen. Als dieser umzingelt ist und niemand herauskommt, öffnet der Neffe des Kommissars die Tür. Die Stimme kommt von einem Band, eine gewaltige Sprengladung im Wagen explodiert und fordert viele Opfer unter den Polizisten.
Jim McCabe, Ellens Ex-Ehemann und der Vater des älteren Kindes, erfährt von der Entführung und sucht auf eigene Faust. Als die Kidnapper, die terroristische Ziele verfolgen und verlangen, dass Bracken vom Geld etliche Waffen besorgen soll, Foto-Negative der Geiseln schicken, fertigen Bracken und McCabe sofort Abzüge an. McCabe findet durch einen Sachverständigen heraus, dass ein im Hintergrund auf dem Foto sichtbares Bild in einem auf einem Berg gelegenen Kloster zu finden ist, zu dem nur eine einzige Straße führt. Daraufhin kommt McCabe, der selbst in kriminelle Machenschaften verwickelt ist, auf die Idee, es über die Luft zu versuchen. Er trifft professionelle Drachenflieger, die ihm gegen Bezahlung helfen wollen. Um nicht gesehen zu werden, fliegen sie und McCabe nachts mit ihren Flugdrachen zu dem Felsen, auf dem das Kloster steht. Bei Tagesanbruch befreien sie die Geiseln und fliegen mit ihnen mit den Flugdrachen ins Tal. Bei der Flucht werden sie entdeckt, und es kommt zu einer Schießerei. Ein Drachenflieger stirbt im Kugelhagel.
Währenddessen ist die Polizei durch ein weiteres Gespräch der Entführer mit Bracken auf die zugeschickten Bilder aufmerksam geworden und findet ebenfalls den Standort des Verstecks heraus. Sie rückt sofort an und trifft während der beginnenden Schießerei ein. Der Anführer der Terroristen versucht schließlich, in einem Hubschrauber zu fliehen. McCabe kann sich an diesem festhalten und beschädigt ihn mit Schüssen. Der Hubschrauber muss notlanden, der Anführer erschießt sich beim Eintreffen des Polizeihubschraubers selbst.

## Kritiken
„Ein langer, langweiliger Absturz“, meinte die New York Times vom 27. März 1976. „Die Dialoge und die Motive wirken wie aus Pappkarton.“ Die Darstellungen seien bleiern. Auch das Urteil des Lexikon des internationalen Films fiel negativ aus: „Ganz nach Klischee inszeniert, nur mäßig spannend und von fragwürdiger ideologischer Tendenz.“